# 中国驻宋卡总领事馆驻普吉领事办公室
中华人民共和国驻宋卡总领事馆驻普吉领事办公室，简称中国驻宋卡总领事馆驻普吉领事办公室，是中华人民共和国派驻泰国普吉府普吉市的最高级别外交机构，位于普吉府加图县By Pass路Royal Place小区96/69栋楼（96/69 Royal Place, By Pass Rd, Kathu District, Phuket）。领区包括普吉府、攀牙府和甲米府。

## 历史沿革
2014年11月6日，中国驻宋卡总领事馆驻普吉领事办公室正式开馆。

## 历任领事办公室主任
- 汪惠娟（2014年－2017年）
- 马翠宏（2017年－2018年）
- 李春福（2018年－2022年）
- 李乘龙（2022年－）